# François-Jean-Marie Laouënan
François-Jean-Marie Laouënan Laouënan (Lannion, 19 novembre 1822 – Montbeton, 29 settembre 1892) è stato un missionario e vescovo cattolico francese.

## Biografia
Studiò nei seminari di Plouguernével, Tréguier e Saint-Brieuc, poi entrò nella Società per le missioni estere di Parigi e fu ordinato prete nel 1846.
Fu inviato in missione a Pondicherry, in India, e divenne collaboratore dei vescovi Clément Bonnand ed Étienne-Louis Charbonnaux.
Nel 1868 papa Pio IX lo nominò vescovo di Flaviopoli in partibus e vicario apostolico di Pondicherry.
Insieme con il vescovo Christophe-Ernest Bonjean, nel 1885 fu chiamato a Roma per le trattative che condussero all'istituzione della gerarchia cattolica nelle Indie.
Nel 1886 Pondicherry fu elevata a sede metropolitana e Laouënan ne divenne il primo arcivescovo. Nel 1886 papa Leone XIII lo nominò assistente al Soglio Pontificio.
Caduto malato nel 1891, rientrò in Francia per curarsi, ma morì l'anno seguente.

## Genealogia episcopale e successione apostolica
La genealogia episcopale è:
- Cardinale Guillaume d'Estouteville, O.S.B. Clun.
- Papa Sisto IV
- Papa Giulio II
- Cardinale Raffaele Riario
- Papa Leone X
- Papa Paolo III
- Cardinale Francesco Pisani
- Cardinale Alfonso Gesualdo
- Papa Clemente VIII
- Cardinale Pietro Aldobrandini
- Cardinale Laudivio Zacchia
- Cardinale Antonio Barberini, O.F.M. Cap.
- Cardinale Marcantonio Franciotti
- Cardinale Giambattista Spada
- Cardinale Carlo Pio di Savoia
- Arcivescovo Giacomo Palafox y Cardona
- Cardinale Luis Manuel Fernández de Portocarrero-Bocanegra y Moscoso-Osorio
- Patriarca Pedro Portocarrero y Guzmán
- Vescovo Silvestre García Escalona
- Vescovo Julián Domínguez y Toledo
- Vescovo Pedro Manuel Dávila Cárdenas
- Arcivescovo Domingo Pantaleón Álvarez de Abreu
- Arcivescovo Manuel José Rubio y Salinas
- Vescovo Manuel de Matos, O.F.M. Disc.
- Vescovo Juan de La Fuente Yepes
- Vescovo Pierre Brigot, M.E.P.
- Vescovo Luigi (Luigi Maria di Gesù) Pianazzi, O.C.D.
- Vescovo Antonio Ramazzini, O.C.D.
- Vescovo Paolo Antonio (Raimondo di San Giuseppe) Boriglia, O.C.D.
- Vescovo Louis-Charles-Auguste Hébert, M.E.P.
- Vescovo Clément Bonnand, M.E.P.
- Vescovo Etienne-Louis Charbonnaux, M.E.P.
- Arcivescovo François-Jean-Marie Laouënan, M.E.P.

La successione apostolica è:
- Vescovo Etienne-Auguste-Joseph-Louis Bardou, M.E.P. (1874)
- Vescovo Jean-Yves-Marie Coadou, M.E.P. (1880)
- Arcivescovo Joseph Colgan (1882)
- Arcivescovo Joseph-Adolphe Gandy, M.E.P. (1883)